# Sloga Kraljevo
Fudbalski Klub Sloga Kraljevo – serbski klub piłkarski z miasta Kraljevo leżącego w okręgu raskim, w środkowej Serbii. Został założony w 1947 roku. Obecnie występuje w IV lidze.